# Пунтов Михайло Олександрович
Михайло Олександрович Пунтов (рос. Михаил Александрович Пунтов; нар. 23 грудня 1995 року, Червоний Сулін, Ростовська область) — російський співак, соліст групи Герої.

## Біографія
Михайло Олександрович Пунта народився 23 грудня 1995 в місті Красний Сулін Ростовської області. Пізніше його сім'я переїхала в село Нижній Мамон Воронезької області.
Представляв Росію на Дитячому Євробаченні 2008 з піснею «Спить ангел», посів 7-е місце.
До цього найбільшим досягненням юного співака була участь на обласному конкурсі юних виконавців «Зоряний шанс».
Віталій Іванович Осошнік, керівник дитячої естрадної групи «Чарівники двору», взяв Михайла в групу «Чарівники двору» і допоміг йому потрапити на Дитяче євробачення 2008 (до цього група вже брала участь в конкурсі в 2005 році). На конкурсі він зайняв 7 місце, що дало шанс брати участь Росії в наступному, 2009 році.
На початку грудня 2010 року було оголошено про створення групи «Герої», що складається з 4-х учасників «чарівників Двору». Одним із солістів «Героїв» став Михайло Пунта.
31 січня 2011 рік Група Герої представляє дебютне відео на пісню «Моє Маленьке Дурне Серце». Режисер відео - Ткаченко Сергій, слова - Наталія Осошнік, музика - Віталій Осошнік.
29 травня 2011 рік Влад Крутских і Михайло Пунта (гр. Герої) стали гостями «Фінального відбіркового туру Дитяче Євробачення. Росія ». У програмі прозвучала пісня «Небо» гр. Дискотеки Аварії у виконанні дітей телеканалу «Росія» і самої групи.
16 вересня 2011 рік Група «Герої» представила нове відео на пісню «Любов - це хімія». Режисер відео - Ткаченко Сергій, слова - Наталія Осошнік, музика - Віталій Осошнік.
7 лютого 2012 - вийшов третій кліп гурту - «Кілометри», Режисер Трофімов Сергій, слова - Наталія Осошнік, музика - Віталій Осошнік.
І приблизно рік потому, 12 березня 2013 року, вийшов у світ ще один кліп Героїв на пісню «Поки ми молоді».

## Досягнення
- Зоряний шанс 2007 - участь.
- Дитячий конкурс пісні Євробачення 2008[4] - Представляв Росію, посів сьоме місце.

## Пісні
- Моё маленькое глупое сердце (2010)
- Валентина (2009)
- Девочка на сцене танцевала
- Мохнатый шмель
- До свидания, Дания
- Спит ангел (2008)
- Закаты алые(2012)
- Любовь — это химия (2011)
- Километры (2012)
- Не поздно (2012)
- Под запретом (2012)
- Любить ветер (2012)
- Говори, свободные уши! (2012)
- Красный, белый золотой (2012)
- Пока мы молоды (2013)